# Teleosaurus
Teleosaurus byl mořský krokodyliform z kladu Thalattosuchia, vzdáleně příbuzný současným krokodýlům. Žil v období střední jury, zhruba před 170 miliony let na území dnešní Evropy. Šlo o středně velkého dravého plaza, dosahujícího délky asi 3 metry.

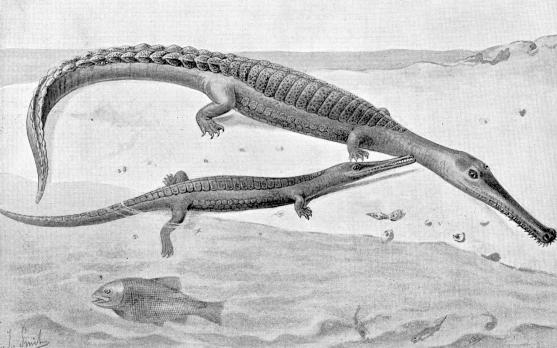
Zastaralá rekonstrukce podoby teleosaura z roku 1894.

## Popis
Tento plaz měl velmi dlouhé a štíhlé čelisti podobné čelistem současného gaviála. Jeho přední končetiny byly velmi krátké, tělo celkově štíhlé a ocas poměrně silný (sloužil jako hlavní zdroj pohybové síly ve vodě). Teleosauři žili zřejmě na otevřených mořích a oceánech a živili se rybami a hlavonožci, které chytali za pomoci svých úzkých a špičatých zubů.